# Вильмонт, Екатерина Николаевна
Екатерина Николаевна Вильмонт (24 апреля 1946 — 16 мая 2021) — российская писательница, переводчица, романистка, автор детских детективов.

## Биография
Родилась в Москве в семье профессиональных переводчиков Николая Николаевича Вильмонта (1901—1986) и Наталии Ман (1908—1984). Её отец, Николай Вильмонт, имел шотландские корни. Близким другом Николая Вильмонта был Борис Пастернак.
Окончила курсы немецкого языка. Профессионального переводческого образования у Вильмонт не было, но это не мешало в работе. До 49 лет ничего «своего» Екатерина не писала, её профилем оставались профессиональные переводы. Хотя заработать репутацию в этой нише было непросто: поначалу издатели не верили, что переводы делает сама Вильмонт: подозревали, что за неё работают именитые родители.
Екатерина сначала работала литературным секретарём Геннадия Фиша — писателя и давнего друга Вильмонтов. Позже, начав переводить, она устроилась в издательство «Художественная литература». Это и было официальным местом работы Екатерины Николаевны до момента приема в Союз писателей.
Под конец жизни Вильмонт страдала анемией.
У писательницы был сахарный диабет, а незадолго до смерти ей ампутировали палец на ноге. Потом на разных встречах с читателями она говорила, что очень благодарна врачам и обычным пациентам той больницы. Екатерина Николаевна лежала в одной палате с женщинами, работавшими на строительстве метро.
В воскресенье утром, 16 мая 2021 года, Вильмонт в своей квартире на Большой Спасской улице начала испытывать недомогание, что сопровождалось слабостью, пониженным давлением и рвотой. Её госпитализировали в тяжелом состоянии в больницу имени Давыдовского, где она и скончалась в ночь на 17 мая 2021 года.
Тело было кремировано, урна с прахом захоронена в колумбарии на Донском кладбище в одной нише с прахом отца и матери.

## Творчество
В 1995 году Екатерине, по её словам, «сказочно повезло»: дали переводить немецкую кулинарную книгу, за которую платили, по $5 за страницу — по тем временам невероятно много.
На начало собственного творческого пути переводчицу подтолкнули финансовые проблемы. В 1990-е профессия оказалась невостребованной, денег за переводы платили мало. И тогда приятель посоветовал сесть и написать что-нибудь самостоятельно. Так в 1995 году родилась первая книга Вильмонт «Путешествие оптимистки, или Все бабы дуры».
Автор 40 детских детективов из серий «Сыскное бюро „Квартет“», «Гошка, Никита и Ко», «Даша и Ко» и 37 любовных романов, в том числе «Хочу бабу на роликах!», «Курица в полёте», «Артистка, блин!».
Суммарные тиражи книг Вильмонт исчисляются миллионами экземпляров, писательница неоднократно попадала в составляемые Российской книжной палатой ежегодные списки наиболее издаваемых в России авторов художественной литературы.
Любовные романы Екатерины Николаевны печатаются в издательстве «АСТ». Начала писать книги «Детектив + LOVE» в 2000 году, закончила в 2002 году, а к 2009—2010 появились сборники её книг, в которых по 2 истории.

### Детские детективы

#### Сыскное бюро «Квартет»[8]
1. Сыскное бюро «Квартет» (1996)
2. Опасное соседство (1996)
3. Криминальные каникулы (1996)
4. Фальшивый папа (1996)
5. Отчаянная девчонка (1996)
6. Секреты синей папки[N 1] (1996)
7. По следу четырёх (1997)
8. Секрет коричневых ампул (1997)
9. Дурацкая история (1998)
10. Операция «Медный кувшин» (1998)
11. Секрет маленького отеля (1998)
12. Секрет зелёной обезьянки (1998)
13. Секрет салона красоты (1998)
14. Секрет исчезающей картины (1999)
15. У страха глаза велики (1999)

#### Серия «Даша и Компания»[9]
1. В поисках сокровищ (1997)
2. Секрет пропавшего клада (1997)
3. Секрет бабушкиной коллекции (1997)
4. Трудно быть храбрым (1997)
5. Секрет подозрительного профессора (1997)
6. Куда исчез папа? (1997)
7. Секрет убегающей тени (1997)
8. Секрет пустой квартиры (1998)
9. День большого вранья (1998)
10. Кто украл роман? (1998)
11. Секрет драгоценного мусора (1998)
12. Невероятное везение (1998)
13. Секрет мрачного подземелья (1998)
14. Секрет похищенной дискеты (1998)
15. Секрет пропавшего альпиниста (1998)
16. Секрет консервной банки (1999)
17. Секрет чёрной дамы (2002)
18. Секрет потрёпанного баула (2002)

#### Серия «Гошка, Никита и Компания»[10]
1. В подручных у киллера (2000)
2. Крик в ночи[N 2] (2000)
3. Хитрый ход[N 3] (2000)
4. Похищение[N 4] (2000)
5. Неожиданная развязка[N 5] (2000)
6. Кто спасёт заложницу?[N 6] (2001)
7. Маскировка для злодейки (2003)

### Любовные романы

#### Крутая дамочка[11]
1. Крутая дамочка, или Нежнее, чем польская пана (2007)
2. Подсолнухи зимой. Крутая дамочка-2[N 7] (2007)

#### Артистка, блин![12]
1. Артистка, блин! (2010)
2. Танцы с Варежкой (2010)

#### Вафли по-шпионски[13]
1. Вафли по-шпионски (2017)
2. Шпионы тоже лохи (2017)

#### Вне циклов[14]
1. Путешествие оптимистки, или Все бабы дуры (1997)
2. Полоса везение, или Все мужики козлы (2000)
3. Три полуграции, или Немного любви в конце тысячелетия (2000)
4. Хочу бабу на роликах (2002)
5. Нашла себе блондина (2003)
6. Плевать на всё с гигантской секвойи (2003)
7. Проверим на вшивость господина адвоката (2003)
8. Здравствуй, груздь! (2004)
9. Курица в полёте (2004)
10. Перевозбуждение примитивной личности (2004)
11. Бред сивого кобеля (2005)
12. Гормон счастья и прочие глупости (2005)
13. Два зайца, три сосны (2006)
14. Дети Галактики, или Чепуха на постном масле (2006)
15. Цыц! (2008)
16. Девственная селёдка (2009)
17. Мимолётности, или Подумаешь, бином Ньютона! (2010)
18. Девочка с перчиками (2011)
19. Шалый малый (2012)
20. Прощайте, колибри! Хочу к воробьям! (2013)
21. У меня живёт жирафа (2013)
22. Интеллигент и две Риты (2014)
23. Трепетный трепач (2014)
24. Чёрт-те что и сбоку бантик (2014)
25. Со всей дури! (2015)
26. Фиг ли нам, красивым дамам! (2015)
27. А я дура пятая! (2015)
28. Сплошная лебедянь! (2016)
29. Дама из сугроба (2018)
30. Мужлан и флейтистка (2018)
31. Свои погремушки (2019)
32. Птицы его жизни (2020)
33. Рыжий доктор (2022)[N 8]

### Другие произведения

#### Повести
1. Умер-шмумер (2003)
2. Зелёные холма Калифорнии (2005)
3. Кино и немца!.. (2005)
4. Зюзюка, или Как важно быть рыжей (2007)
5. Фиг с ним, с мавром (2007)

#### Рассказы
1. Москва. Самотека (2014)
2. Жили-были (2014)
3. Одиночество (2014)

## Отзывы и критика
«Книгами Екатерины зачитываются подростки вот уже больше 20 лет, её детские детективы постоянно переиздаются, они не теряют своего интереса и актуальности. В них очень много диалогов и много действия. Человек, читая книги Екатерины, как будто смотрит фильм».— Вадим Селин

«В её историях было всё, что я очень любила: тайны, крепкая дружба и герои, на которых хотелось быть похожей. Её вклад в детскую литературу бесценен».— Юлия Като